# 世田谷自然食品
株式会社世田谷自然食品（せたがやしぜんしょくひん）は、東京都世田谷区に本社を置く健康食品を販売する企業である。「自然の恵みをお届けします。」を企業キャッチコピーに2001年に設立された。
販路は通信販売（電話または公式サイトからのネット注文）のみで、市販はしていない。

## 概要
おもにグルコサミンやコンドロイチンなど健康補助食品を通信販売し、自然素材を用いた化粧品や自然志向の加工食品も販売する。

## 沿革
- 1995年 - 世田谷自然食品、創業
- 1997年 - 「ブルーベリーAの瞳」発売
- 2001年 - 株式会社世田谷自然食品、設立
- 2002年 - グルコサミン発売開始
- 2003年 - 世田谷区砧にオフィスを移転
- 2004年 - 初の会報誌「元気通信」発行
- 2005年 - 初のテレビCMを放映
- 2009年 - 化粧品事業スタート
- 2010年 - 利用者が100万人を突破
- 2012年 - 初のフリーズドライ「おみそ汁」発売開始
- 2013年 - 「十六種類の野菜」発売開始
- 2015年 - 本社を用賀に移転
- 2017年 - 商品を活用した料理教室開催
- 2021年 - 頒布会事業スタート
- 2022年 - 世田谷自然食品のコーポレートサイトオープン

## 主な商品
健康食品、自然派食品、化粧品

## CM出演者
現在
- 舞の海秀平「グルコサミン」
- 麻木久仁子「SEAC」
- ベリッシモ・フランチェスコ「十六種類の野菜」
- 藤田朋子「乳酸菌が入った青汁」

過去
- 中田喜子
- 黒木瞳 「SEAC」

## スポンサー番組

### 現在
単独提供
- ワタシが日本に住む理由（BSテレ東・BSテレ東 4K）※番組前半、60秒

複数提供
- 日本テレビ系
  - DayDay. ※60秒
  - ヒルナンデス!
  - 情報ライブ ミヤネ屋（金曜日、ytv制作）
  - シューイチ
  - 遠くへ行きたい（ytv制作）※日テレのみ
- テレビ朝日系
  - 羽鳥慎一モーニングショー ※60秒
  - じゅん散歩 ※テレ朝のみ、60秒
  - 大下容子ワイド!スクランブル ※第1部のみ
  - 徹子の部屋（水曜日、木曜日）※60秒
  - DAIGOも台所〜きょうの献立何にする?〜（ABC制作）※隔日提供、60秒
  - ワイド!スクランブル サタデー
  - サンドウィッチマン&芦田愛菜の博士ちゃん
  - 新婚さんいらっしゃい!（ABC制作）※60秒
- TBS系
  - ラヴィット! ※60秒
  - ひるおび
  - ゴゴスマ -GO GO!Smile!-（CBC制作）※60秒、TBSのみ
  - 報道特集 ※60秒[注 1]
  - バナナマンの早起きせっかくグルメ!!
  - JNNニュース
- テレビ東京系
  - 午後のロードショー ※テレ東のみ
  - ドラマ9
- フジテレビ系 - ※一部PT
  - サン!シャイン ※60秒
  - ノンストップ!（水曜日） ※60秒
  - ぽかぽか（月曜日） ※60秒
  - 土曜はナニする!?（カンテレ制作）
  - 日曜報道 THE PRIME
- BSデジタル放送各局
  - プロ野球中継（BS日テレ・BS朝日・BS-TBS・BSテレ東・BSフジ・BS12 トゥエルビ）※各60秒、一部カードを除く
  - 昭和歌謡パレード（BSフジ・BSフジ 4K）

他多数
上記以外にも、テレビ朝日・テレビ東京の再放送枠の関東ローカルで不定期に提供している。

### 過去
- 日本テレビ系
  - スッキリ ※60秒
- テレビ朝日系
  - モーニングバード
  - 帯ドラマ劇場[注 3]※60秒
  - 上沼恵美子のおしゃべりクッキング（ABC制作）※隔日提供、60秒
  - パネルクイズ アタック25（ABC制作）※90秒、地上波時代後期
  - あなたの代わりに見てきます!リア突WEST（ABC制作）※60秒、全国ネット時代
- TBS系
  - ちちんぷいぷい（MBS制作、金曜日）※TBSのみ、2009年4月 - 7月
  - 時事放談 ※60秒・TBSのみ
  - いっぷく!→ビビット→グッとラック! ※番組後半、60秒
- テレビ東京系
  - THEカラオケ★バトル ※PT扱い
  - 金曜7時のコンサート〜名曲!にっぽんの歌〜 ※PT扱い
  - 137億年の物語
  - 金曜8時のドラマ
- フジテレビ系
  - 新報道2001→報道プライムサンデー
  - 情報プレゼンター とくダネ!
  - めざまし8 ※末期はPT
  - 知りたがり!
  - アゲるテレビ
  - バイキング→バイキングMORE→ポップUP! ※60秒
  - 直撃LIVE グッディ!
  - みんなのニュース（2016年4月 - ）※60秒
  - にじいろジーン（カンテレ制作）

他多数

## その他
2020年1月には、日清食品「カップヌードル」のキャンペーン「HUNGRY TO WIN 〜地元から2020年を沸かせ!〜」で、各地域の企業とコラボレーションした地域ローカルCMのセルフパロディーCM企画（出演：大坂なおみ、錦織圭、八村塁）を展開した。県内のみを放送エリアとする民放テレビ局が存在しない茨城県を含む関東地方（BSデジタル放送含む）では当社とコラボし「グルコサミン」のCMをパロディー化したCMが放送された。